# Station Harringay
Harringay is een spoorwegstation van National Rail in Harringay, Haringey in Engeland. Het station is eigendom van Network Rail en wordt beheerd door Govia Thameslink Railway. 